# Plocama
Plocama és un gènere amb 35 espècies de plantes amb flors que pertany a la família de les rubiàcies.

## Taxonomia
Plocama va ser descrita per William Aiton i publicat a Hortus Kewensis 1: 292, en l'any 1789.
Sinonímia
- Putoria Pers. (1805).
- Bartlingia Rchb. (1824).
- Gaillonia A.Rich. ex DC. (1830).
- Jaubertia Guill. (1841).
- Crocyllis E.Mey. ex Hook.f. in G.Bentham i J.D.Hooker (1873).
- Placodium Hook.f. (1873).
- Choulettia Pomel (1874).
- Aitchisonia Hemsl. ex Aitch. (1882).
- Neogaillonia Lincz. (1973).
- Pterogaillonia Linchevskii (1973).[4]

## Espècies seleccionades
- Plocama afghanica (Ehrend.) M.Backlund i Thulin (2007).
- Plocama asperuliformis (Lincz.) M.Backlund & Thulin (2007).
- Plocama aucheri (Guill.) M.Backlund & Thulin, Taxon 56: 323 (2007).
- Plocama botschantzevii (Lincz.) M.Backlund & Thulin, Taxon 56: 323 (2007).
- Plocama pendula